# Jamaal Wilkes
Jamaal Wilkes właściwie Jackson Keith Wilkes (ur. 2 maja 1953 w Berkeley) – amerykański koszykarz, niski skrzydłowy. Czterokrotny mistrz NBA. 
Mierzący 198 cm wzrostu koszykarz studiował na UCLA i dwa razy - w 1972 i 1973 - zostawał mistrzem rozgrywek uniwersyteckich (NCAA) Do NBA został wybrany z 11. numerem w drafcie w 1974 przez Golden State Warriors i w pierwszym roku gry zdobył nie tylko tytuł debiutanta roku, ale i pierścień mistrzowski. W latach 1977–1985 grał w Los Angeles Lakers i był częścią zespołu trzykrotnych zwycięzców ligi (1980, 1982, 1985 - bez gry w rozgrywkach posezonowych). W NBA spędził 12 lat, zdobywając łącznie 14 644 punktów. Karierę kończył w 1986 w Los Angeles Clippers. Trzy razy był wybierany do All-Star Game (1976, 1981, 1983).
28 grudnia 2012 numer 52, z którym grał Wilkes został zastrzeżony przez klub Los Angeles Lakers.
Jest jednym z ponad 40 zawodników w historii, którzy zdobyli zarówno mistrzostwo NCAA, jak i NBA w trakcie swojej kariery sportowej.

## Osiągnięcia

### NCAA
- Mistrz:
  - NCAA (1972, 1973)[3]
  - sezonu zasadniczego konferencji Pac-8 (1972–1974)
- Uczestnik NCAA Final Four (1972–1974)
- Wybrany do:
  - I składu:
    - All-American (1973, 1974)[4]
    - turnieju NCAA (1972)[5]

  - Akademickiej Galerii Sław Koszykówki (2016)
- Uczelnia zastrzegła należący do niego numer 52

### NBA
- 4-krotny mistrz NBA (1975, 1980, 1982, 1985)[6]
- 2-krotny wicemistrz NBA (1983, 1984)[6]
- Debiutant Roku NBA (1975)[7]
- Uczestnik meczu gwiazd:
  - NBA (1976, 1981, 1983)
  - Legend NBA (1988–1993)[8]
- Wybrany do:
  - I składu debiutantów NBA (1975)[9]
  - II składu defensywnego NBA (1976, 1977)[10]
  - Koszykarskiej Galerii Sław im. Jamesa Naismitha (Naismith Memorial Basketball Hall Of Fame - 2012)[11]
- Klub Los Angeles Lakers zastrzegł należący do niego w numer 52[12]